# Heterusia albidior
Heterusia albidior là một loài bướm đêm trong họ Geometridae.